# 浅沼尚
浅沼 尚（あさぬま たかし、1976年〈昭和51年〉5月11日 - ）は、日本の国家公務員。デジタル庁デジタル監（第2代）。

## 略歴

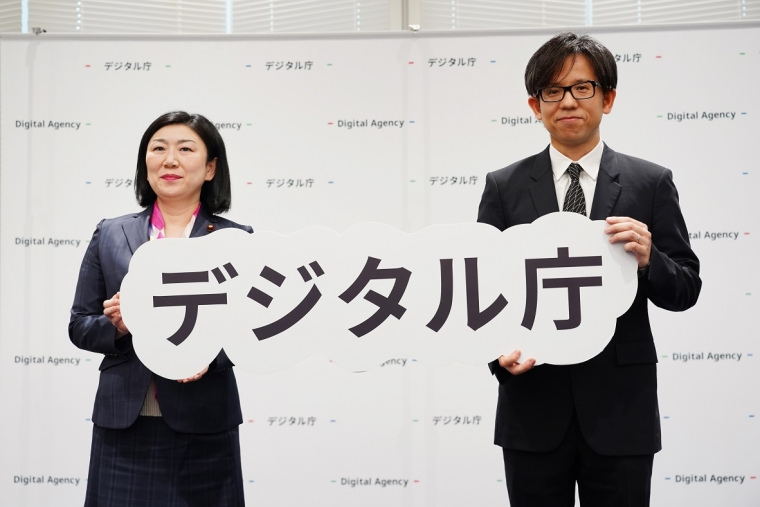
2022年4月26日、デジタル監就任会見にて浅沼（右）とデジタル大臣の牧島かれん（左）

東京都出身、東京都立国立高等学校卒業。1999年（平成11年）3月、慶應義塾大学理工学部を卒業。2001年3月、慶應義塾大学大学院理工学研究科修士課程修了。翌4月、株式会社東芝に入社。主に映像機器や生活家電部門でインダストリアルデザイナーとしての業務に従事した後、2013年（平成25年）1月、東芝アメリカ情報システム社（英語: Toshiba America Information Systems, Inc.）に出向し、デザインディレクターに着任。2017年2月、Tigerspike株式会社（現Concentrix Catalyst）へ転職。2018年9月からJapan Digital Design株式会社のChief Experience Officerを経て、2021年（令和3年）9月デジタル庁発足時に同庁のChief Design Officerとなる。2022年4月、第2代デジタル監に就任。

### 年譜
＜主な出典：＞
- 2001年（平成13年）
  - 3月 - 慶應義塾大学大学院理工学研究科（修士課程）修了
  - 4月 - 株式会社東芝入社
- 2007年08月 - 慶應義塾大学大学院理工学研究科後期博士課程所定単位取得退学
- 2010年
  - 4月 - 慶應義塾大学理工学部非常勤講師
  - 8月 - 慶應義塾大学大学院理工学研究科 総合デザイン工学専攻 博士（工学）学位取得
- 2013年01月 - 東芝アメリカ情報システム社（Toshiba America Information Systems, Inc.） Design Director
- 2017年02月 - Tigerspike株式会社（現Concentrix Catalyst）
- 2018年09月 - Japan Digital Design株式会社 Chief Experience Officer
- 2021年09月 - デジタル庁 Chief Design Officer
- 2022年04月 – 同庁 デジタル監（現任中）

## 人物
- 小・中学生及び高校生時代は一貫してバスケットボール部に所属。
- 松岡由幸は慶應義塾大学大学院理工学研究科での指導教官にあたる。浅沼は松岡の研究室に所属し、また、松岡主宰のデザイン塾でも学んでいる。
- 博士学位論文は「多空間デザインモデルに基づくデザイン法の提案とその適用」（2010年）[4]。